# 松平輝茂
松平 輝茂（まつだいら てるしげ）は、江戸時代後期の上野国高崎藩の世嗣。官位は美濃守。

## 略歴
5代藩主・松平輝延の長男として誕生。正室は稲葉雍通の娘。
父・輝延の養子となっていた従兄・輝健が早世したため嫡子となる。しかし、家督相続前の文政元年（1818年）に早世した。
代わって弟・輝実が嫡子となった。